# Emballonuroidea
Emballonuroidea – nadrodzina ssaków z podrzędu mroczkokształtnych (Vespertilioniformes) w obrębie rzędu nietoperzy (Chiroptera).

## Zasięg występowania
Nadrodzina obejmuje gatunki występujące w Ameryce, Afryce, Azji oraz Australii i Oceanii.

## Podział systematyczny
Do nadrodziny należą następujące rodziny:
- Emballonuridae Gervais, 1855 – upiorowate
- Nycteridae Van der Hoeven, 1855 – bruzdonosowate
- Myzopodidae O. Thomas, 1904 – ssawkonogowate